# 2012-es IWCC női labdarúgó-klubvilágbajnokság
A 2012-es IWCC női labdarúgó-klubvilágbajnokság volt az első nemzetközi női labdarúgókupa, melyet 2012. november 22-e és november 25-e között rendeztek meg Japánban.

## Szervezés
A bajnokságot az IWCC női labdarúgó-klubvilágbajnokság első felvonásaként rendezték meg 2012-ben. Házigazdája a Japán labdarúgó-szövetség és a japán női labdarúgó-bajnokság volt, míg szervezője a „2012-es mobcast kupa IWCC női labdarúgó-klubvilágbajnokság szervezőbizottság” volt.

## Részt vevő csapatok
A meghívott csapatokat Európa, Ausztrália, Japán és a Nadesiko ligakupa győztesei alkották.
| Csapat             | Megnyert bajnokság                    | Szövetség                    |
| ------------------ | ------------------------------------- | ---------------------------- |
| Olympique Lyonnais | 2011–2012-es UEFA női bajnokok ligája | UEFA                         |
| Canberra United FC | 2011–2012-es W-League                 | Ausztrál labdarúgó-szövetség |
| INAC Kóbe Leonessa | 2012-es Nadesiko liga                 | Japán labdarúgó-szövetség    |
| NTV Beleza         | Nadesiko ligakupa                     | Japán labdarúgó-szövetség    |

## Helyszínek
A bajnokságnak két helyszíne volt, mindkettő Szaitama városában.
| Szaitama             | Szaitama            |
| -------------------- | ------------------- |
| Urava Komaba Stadium | NACK5 Stadium Omija |
| Férőhely: 21 500     | Férőhely: 15 500    |
|                      |                     |

## Mérkőzések
|  |                      |                    |                    |                      |   |           |           |       |
|  | Elődöntők            | Elődöntők          | Elődöntők          |                      |   | Döntő     | Döntő     | Döntő |
|  | Elődöntők            | Elődöntők          | Elődöntők          |                      |   | Döntő     | Döntő     | Döntő |
|  | november 22. — Urava |                    |                    |                      |   |           |           |       |
|  |                      |                    |                    |                      |   |           |           |       |
|  | Olympique Lyonnais   | Olympique Lyonnais | 5                  |                      |   |           |           |       |
|  | Olympique Lyonnais   | Olympique Lyonnais | 5                  | november 25. — Omija |   |           |           |       |
|  | NTV Beleza           | NTV Beleza         | 2                  |                      |   |           |           |       |
|  | NTV Beleza           | NTV Beleza         | 2                  |                      |   | INAC Kóbe | INAC Kóbe | 1     |
|  | november 22. — Urava |                    |                    |                      |   | INAC Kóbe | INAC Kóbe | 1     |
|  |                      |                    | Olympique Lyonnais | Olympique Lyonnais   | 2 |           |           |       |
|  | INAC Kóbe            | INAC Kóbe          | Olympique Lyonnais | Olympique Lyonnais   | 2 | 4         |           |       |
|  | INAC Kóbe            | INAC Kóbe          |                    |                      |   |           |           |       |
|  | Canberra United FC   | Canberra United FC | 0                  |                      |   |           |           |       |
|  | Canberra United FC   | Canberra United FC | 0                  | Bronzmérkőzés        |   |           |           |       |
|  |                      |                    |                    |                      |   |           |           |       |
|  | november 25. — Omija |                    |                    |                      |   |           |           |       |
|  |                      |                    |                    |                      |   |           |           |       |
|  | NTV Beleza           | NTV Beleza         | 4                  |                      |   |           |           |       |
|  | NTV Beleza           | NTV Beleza         | 4                  |                      |   |           |           |       |
|  | Canberra United FC   | Canberra United FC | 3                  |                      |   |           |           |       |
|  | Canberra United FC   | Canberra United FC | 3                  |                      |   |           |           |       |

### Elődöntők
| 2012. november 22. 16:30 |

| Olympique Lyonnais                                                                   | 5–2         | NTV Beleza                             |
| ------------------------------------------------------------------------------------ | ----------- | -------------------------------------- |
| 4' (öngól) Lara Dickenmann 6' Louisa Nécib 23' Lara Dickenmann 58' Lotta Schelin 60' | Jegyzőkönyv | Kirjú Nanasze 55' Nagaszato Aszano 89' |

| Urava Komaba Stadium, Szaitama Nézőszám: 1 293 Játékvezető: Kim Szukhi (dél-koreai) |

| 2012. november 22. 19:20 |

| INAC Kóbe Leonessa                                                                  | 4–0         | Canberra United FC |
| ----------------------------------------------------------------------------------- | ----------- | ------------------ |
| Beverly Goebel-Yanez 17' Takasze Megumi 35' Óno Sinobu 54' Beverly Goebel-Yanez 82' | Jegyzőkönyv |                    |

| Urava Komaba Stadium, Szaitama Nézőszám: 2 027 Játékvezető: Pannipan Kamnüng (thaiföldi) |

### Bronzmérkőzés
| 2012. november 25. 13:30 |

| Canberra United FC                                     | 3–4         | NTV Beleza                                                                      |
| ------------------------------------------------------ | ----------- | ------------------------------------------------------------------------------- |
| Jennifer Bisset 7' Michelle Heyman 33' Hayley Raso 66' | Jegyzőkönyv | Ivasimizu Azusza 11' Ito Kanako 42' Nagaszato Aszano 78' Ivasimizu Azusza 90+2' |

| NACK5 Stadium Omija, Szaitama Nézőszám: 2 711 Játékvezető: Pannipan Kamnüng (thaiföldi) |

### Döntő
| 2012. november 25. 17:20 |

| INAC Kóbe Leonessa | 1–2 (h. u.) | Olympique Lyonnais                     |
| ------------------ | ----------- | -------------------------------------- |
| Dzsi Szojun 39'    | Jegyzőkönyv | Corine Franco 80' Sonia Bompastor 103' |

| NACK5 Stadium Omija, Szaitama Nézőszám: 4 201 Játékvezető: Kim Szukhi (dél-koreai) |

| INAC Kobe Leonessa | Olympique Lyonnais |

| GK           | 1  | Kaihori Ajumi        | 67'  |      |
| DF           | 2  | Kinga Jukari         |      |      |
| DF           | 5  | Kai Dzsunko          | 102' |      |
| DF           | 4  | Tanaka Aszuna        |      |      |
| DF           | 22 | Becky                |      | 74'  |
| MF           | 8  | Szava Homare         |      |      |
| MF           | 10 | Óno Sinobu (csk)     |      |      |
| MF           | 7  | Dzsi Szojun          | 60'  | 105' |
| FW           | 9  | Kavaszumi Nahomi     |      |      |
| FW           | 21 | Beverly Goebel-Yanez |      | 105' |
| FW           | 11 | Takasze Megumi       |      |      |
| Cserék:      |    |                      |      |      |
| DF           | 3  | Takara Rjóko         |      | 74'  |
| MF           | 6  | Minamija Csiaki      |      | 105' |
| FW           | 19 | Nakadzsima Emi       |      | 105' |
| Vezetőedző:  |    |                      |      |      |
| Hosikava Kei |    |                      |      |      |

| GK           | 30 | Sarah Bouhaddi        |       |      |
| DF           | 5  | Laura Georges         |       |      |
| DF           | 3  | Wendie Renard         |       |      |
| DF           | 11 | Laura Agard           |       | 51'  |
| DF           | 18 | Sonia Bompastor (csk) |       |      |
| MF           | 6  | Amandine Henry        |       | 61'  |
| MF           | 10 | Louisa Nécib          |       | 106' |
| MF           | 23 | Camille Abily         |       |      |
| FW           | 12 | Élodie Thomis         |       |      |
| FW           | 8  | Lotta Schelin         |       |      |
| MF           | 9  | Eugénie Le Sommer     |       | 45'  |
| Cserék:      |    |                       |       |      |
| FW           | 21 | Lara Dickenmann       | 90+3' | 45'  |
| DF           | 17 | Corine Franco         |       | 51'  |
| FW           | 24 | Laëtitia Tonazzi      |       | 61'  |
| MF           | 15 | Elise Bussaglia       |       | 106' |
| Vezetőedző:  |    |                       |       |      |
| Patrice Lair |    |                       |       |      |

| Asszisztensek: Ajukai Siho (japán) Nakano Naomi (japán) Negyedik játékvezető: Jamagisi Szacsiko (japán) |

## Díjak
| Díj                    | Játékos       | Csapat |
| ---------------------- | ------------- | ------ |
| Legértékesebb játékos  | Corine Franco | Lyon   |
| Legimpozánsabb játékos | Dzsi Szojun   | Kóbe   |

## Gólszerzők
2 gól
- Ivasimizu Azusza
- Nagaszato Aszano
- Lara Dickenmann
- Beverly Goebel-Yanez

1 gól
| - Jennifer Bisset - Michelle Heyman - Hayley Raso - Sonia Bompastor - Corine Franco - Louisa Nécib | - Ito Kanako - Kirjú Nanasze - Óno Sinobu - Takasze Megumi - Dzsi Szojun - Lotta Schelin |

### Öngólok
1 gól
- Arijosi Szaori

## Játékvezetők
- Pannipan Kamnüng
- Kim Szukhi

Asszisztensek:
| - Arakawa Rikako - Szunaga Kumi - Joshizava Hiszae - Bozono Makoto | - Ohata Csie - Jonemura Majumi - Ajukai Siho - Makino Naomi |

Negyedik játékvezető:
- Fukano Ecuko
- Jamagisi Szacsiko

## Nyereményalap
A teljes nyereményalap 100 000 dollár volt.
- 1. helyezett: $60 000
- 2. helyezett: $30 000
- 3. helyezett: $10 000